# Aloe cascadensis
Aloe cascadensis é uma espécie de liliopsida do gênero Aloe, pertencente à família Asphodelaceae.